# Оно (Ґіфу)

35°28′14″ пн. ш. 136°37′39″ сх. д. / 35.47056° пн. ш. 136.62750° сх. д.
О́но (яп. 大野町, おおのちょう, МФА: [oːno t͡ɕoː]) — містечко в Японії, в повіті Ібі префектури Ґіфу. Станом на 1 квітня 2009 площа містечка становила 34,18 км². Станом на 1 липня 2011 населення містечка становило 23 783 осіб.